# Nephodia cletagora
Nephodia cletagora là một loài bướm đêm trong họ Geometridae.